# シテール島の巡礼

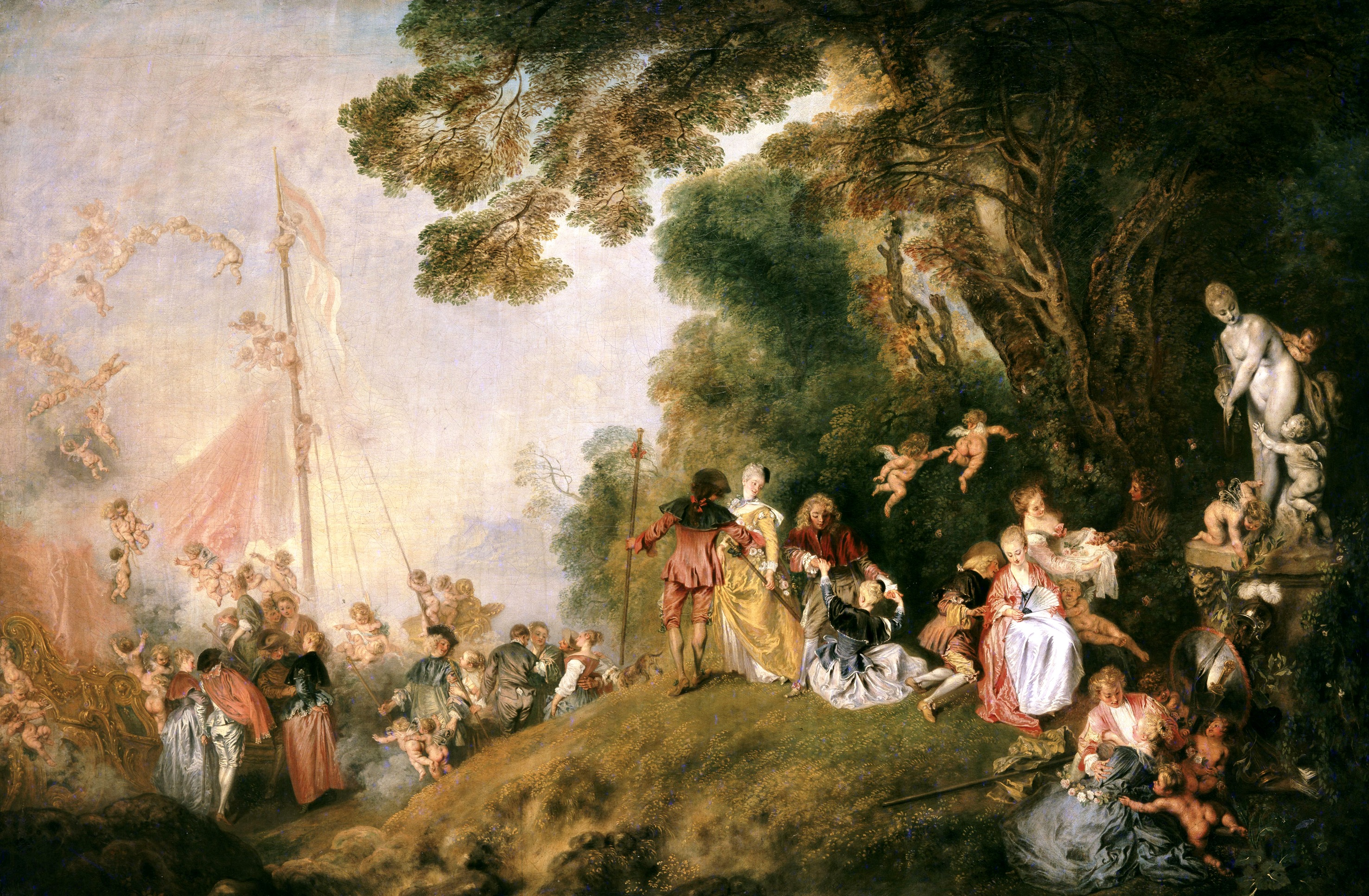
『シテール島への巡礼』 (1718-19年頃)、シャルロッテンブルク宮殿、ベルリン

『シテール島の巡礼』 (シテールとうのじゅんれい、仏: Le Pèlerinage à l'île de Cythère)、または『シテール島への巡礼』 (シテールとうへのじゅんれい、仏: L'Embarquement pour Cythère、英: The Embarkation for Cythera) は、フランスのロココ期の画家アントワーヌ・ヴァトーが1717年に制作した油彩画である。この作品は同年、王立絵画彫刻アカデミーに受理されて以降ずっとルーヴル美術館に所蔵されている。また、ベルリンのシャルロッテンブルク宮殿にも1718-19年頃に制作された類似した作品が所蔵されているが、この作品は1756年にプロイセンのフリードリヒ2世に売却されたものである。

## 概要
王立絵画彫刻アカデミーは、1712年以来ヴァトーに対して正会員になるための「資格作品」の提出を求めていた。作品の主題は自由という当時としては例外的な好条件がついていたが、ヴァトーは正会員になる意欲がそれほどなかったのか作品の提出を引き伸ばしていた。1717年にアカデミーに提出されたルーヴルの作品は、アカデミーの議事録では当初『シテール島の巡礼』と題名がつけられたが、後に雅宴画とされた。しかし、この題名はずっと知られず、ベルリンの作品を復刻したタルディウ（en:Nicolas-Henri Tardieu）の版画につけられた題名『シテール島への船出』がその後２世紀の間通用することとなった。
シテール島はギリシャの島で、古代のギリシャ神話では愛の女神ヴィーナス (アフロディーテ) が上陸したとされ、ヴィーナス崇拝の中心ともなっている。独身者が巡礼に行けば必ず良き伴侶が得られるという愛と至福の島として古代以降人々の想像力を刺激し、画家たちの主題ともなってきた。ヴァトーもこの主題を選んで、アカデミー入会用の作品を描いたのである。
画面の右に、石柱の上にあるヴィーナス像があり、石柱の根元にはアモールの矢筒が置かれている。右端の２人はヴィーナス像の前に座って、愛の語らいにふけっている。その左にいる紳士は女性の手を取って立ち上がらせようとし、その左にいる２人は出発しようとしている。他の人々はすでに船の上に並び、アモールがその頭上を舞っている。ルーベンス風の牧歌的風景は、愛の巡礼たちの心中を表したものである。以前一般的であった解釈では、本作の場所はシテール島ではなく、目的地であるシテール島は左の遠方に描かれているというものであった。しかし、1961年のマイケル・リヴィ（en:Michael Levey）による論文以来、本作の場所はシテール島そのもので、人々は名残惜しい気持ちで、船に乗って家路につこうとしているところであるという解釈が認められている。
絵画にはもう一つの解釈があり、一組の男女の心理の推移と時間の流れを描いているというものである。すなわち、少しずつ醒めていく恋愛心理を描いたものという解釈である。確かに画面には、消えそうな、そこはかとない哀愁、夢か幻のような詩的な風情が感じられる。とはいえ、このようなメランコリーな雰囲気はルーヴルの作品には明らかであるが、ベルリンの作品はより若さと喜びを表しているようである。実際、ベルリンの作品はルーヴルの作品のレプリカとはいえない。ヴァトーは、同じような作品を繰り返し描きたくなかったのかもしれない。
なお、ヴァトーは若くして結核にかかり、ずっと病身で、愛人がいたという記録もない。